# 壬生晴富
壬生 晴富（みぶ はれとみ、応永29年〈1422年〉 - 明応6年〈1497年〉）は、室町時代後期の官人。左大史・壬生晨照の子。官位は正四位上・治部卿。法名は道秀、多宝院と号した。

## 経歴
応永33年（1426年）元服し、従五位下に叙爵する。その後、世職である民部少輔・主殿頭・造東大寺次官を歴任。康正元年（1455年）従四位下、寛正6年（1460年）正四位下と昇進し、応仁2年（1468年）左大史に任ぜられ、父・壬生晨照のあとを受けて官務・小槻氏長者となった。
応仁の乱では西軍側につく一方で、文明4年（1472年）東軍側に与していた嗣子・壬生雅久に官務職を譲り、官務に精通していた晴富は雅久を助けて家職を守った。文明14年（1482年）正四位上に至り、延徳2年（1490年）小槻氏で初めて八省卿となった大宮長興に次いで、壬生家として初めて治部卿に任ぜられた。同年出家し、法名は道秀。
父・晨照に続いて、同族の大宮長興とは官務・氏長者職を争ったほか、氏長者領である近江国雄琴・苗鹿両荘に関する相論を行い家領の確保に努めるなど、大宮家に対抗して壬生家の地位の維持に腐心した。また、応仁の乱で官文庫を喪失した大宮長興に対して、晴富は家訓を作成して文書の保存管理を図るとともに、室町幕府の援助を取り付けたほか、延徳2年（1490年）には宗祇から1000疋の寄附を受けるなどして、官文庫の維持に成功し相伝の文書を守っている。明応6年（1497年）卒去。享年76。
著作として『続神皇正統記』『建武三年以来記』があったほか、日記『晴富宿禰記』が伝わっている。

## 官歴
『地下家伝』による。
- 応永33年（1426年） 11月30日：従五位下
- 永享5年（1433年） 3月29日：民部少輔
- 時期不詳：正五位下。主殿頭
- 文安5年（1448年） 正月：造東大寺次官
- 宝徳3年（1451年） 4月19日：正五位上
- 康正元年（1455年） 10月1日：従四位下
- 寛正2年（1461年） 正月5日：従四位上
- 寛正6年（1465年） 12月14日：正四位下
- 応仁2年（1468年） 5月：左大史。日付不詳：奉官務並氏長者事
- 文明4年（1472年） 8月6日：譲官務並氏長者事
- 文明14年（1482年） 12月13日：正四位上
- 時期不詳：辞左大史
- 延徳2年（1490年） 11月4日：治部卿。日付不詳：出家（法名・道秀）[4]
- 明応6年（1497年） 日付不詳：卒去

## 逸話
「今度撰歌」（応仁の乱で中絶して幻に終わった22番目の勅撰和歌集撰集の企画（いわゆる覚正動撰）のこと）の資料として文正元年（1466年）に後花園天皇が詠んだ百首和歌は、乱前、和歌所とされた撰者・飛鳥井雅親の邸第に収められてあった。乱の勃発直後に飛鳥井邸が兵火に遭った際、一部が持ち出されて市中に出回り、後に偶然、晴富が後花園院自筆の百首和歌を入手したという（『晴富宿禰記』）。

## 系譜
『地下家伝』による。
- 父：壬生晨照
- 母：不詳
- 生母不詳の子女
  - 男子：壬生雅久（?-1504）
  - 女子：伊予局 - 後奈良天皇後宮[6]